# Les Baux-de-Breteuil
Les Baux-de-Breteuil is een gemeente in het Franse departement Eure (regio Normandië) en telt 601 inwoners (2004). De plaats maakt deel uit van het arrondissement Évreux.

## Geografie
De oppervlakte van Les Baux-de-Breteuil bedraagt 35,1 km², de bevolkingsdichtheid is 17,1 inwoners per km².
De onderstaande kaart toont de ligging van Les Baux-de-Breteuil met de belangrijkste infrastructuur en aangrenzende gemeenten.

## Demografie
Onderstaande figuur toont het verloop van het inwonertal (bron: INSEE-tellingen).